# Беркутов Олександр Миколайович
Олекса́ндр Микола́йович Бе́ркутов (рос. Александр Николаевич Беркутов; нар. 21 травня 1933, Зубчаніновка, Куйбишевська область, РРФСР, СРСР — пом. 7 листопада 2012, Москва, Росія) — радянський академічний веслувальник. Олімпійський чемпіон та срібний призер Олімпійських ігор. П'ятиразовий чемпіон Європи.
Заслужений майстер спорту СРСР. Заслужений тренер РРФСР.

## Життєпис
Виступав за «Динамо» (Москва). Чемпіон СРСР 1954 року серед веслувальників-одиночників. З 1955 року виступав у парі з Юрієм Тюкаловим. Разом вони двічі (1957, 1961) перемагали в чемпіонаті СРСР. Двічі, у 1956 і 1960 роках брав участь в літніх Олімпійських іграх, виборовши дві олімпійські медалі. П'ятиразовий чемпіон Європи (1956—1959, 1961 — у парній двійці) і бронзовий призер чемпіонату Європи (1954 — одиночні). Також двічі поспіль (1957, 1958 роки) ставав переможцем «Challenge Cup» на «Henley Regatta». У 1959 році став переможцем «Pasqua del Canottaggio».
Закінчив ДЦОЛІФК і Московський інститут нафтохімічної і газової промисловості (1957), інженер.
У 1961 році перейшов на тренерську роботу. З 1990 року і до своєї смерті працював доцентом кафедри веслувального спорту Російського державного університету фізичної культури (РДУФК).

## На Олімпійських іграх
| Олімпіада     | Дисципліна                    | Місце |
| ------------- | ----------------------------- | ----- |
| Мельбурн 1956 | двійки парні (з Ю. Тюкаловим) | 1     |
| Рим 1960      | двійки парні (з Ю. Тюкаловим) | 2     |